# 29.º governo da Monarquia Constitucional
O 29.º governo da Monarquia Constitucional, ou 8.º governo da Regeneração, nomeado a 22 de julho de 1868 e exonerado a 11 de agosto de 1869, foi presidido pelo marquês de Sá da Bandeira. De 10 de novembro de 1868 a 24 de abril de 1869, data de eleições, o governo foi feito em ditadura. É considerado o primeiro governo reformista pela medidas tomadas na administração, nomeadamente na saúde e obras públicas. Uma das medidas mais marcantes, foi a abolição da escravatura em 23 de fevereiro de 1869.
A sua constituição era a seguinte:
| Cargo                                                                                 | Detentor | Detentor                                                      | Período                                         |
| ------------------------------------------------------------------------------------- | -------- | ------------------------------------------------------------- | ----------------------------------------------- |
| Presidente do Conselho de Ministros                                                   |          | Marquês de Sá da Bandeira (1795–1876)                         | 22 de julho de 1868 a 11 de agosto de 1869      |
| Ministro e Secretário de Estado dos Negócios do Reino                                 |          | António Alves Martins (1808–1882)                             | 22 de julho de 1868 a 11 de agosto de 1869      |
| Ministro e Secretário de Estado dos Negócios Eclesiásticos e de Justiça               |          | António Pequito Seixas de Andrade (1819–1895)                 | 22 de julho de 1868 a 2 de agosto de 1869       |
| Ministro e Secretário de Estado dos Negócios Eclesiásticos e de Justiça               |          | António Alves Martins (interino) (1808–1882)                  | 22 de julho de 1868 a 15 de agosto de 1868      |
| Ministro e Secretário de Estado dos Negócios Eclesiásticos e de Justiça               |          | António Alves Martins (interino) (1808–1882)                  | 18 de junho de 1869 a 24 de julho de 1869       |
| Ministro e Secretário de Estado dos Negócios Eclesiásticos e de Justiça               |          | João José de Mendonça Cortês (1837–1912)                      | 2 de agosto de 1869 a 11 de agosto de 1869      |
| Ministro e Secretário de Estado dos Negócios da Fazenda                               |          | Carlos Bento da Silva (1812–1891)                             | 22 de julho de 1868 a 17 de dezembro de 1868    |
| Ministro e Secretário de Estado dos Negócios da Fazenda                               |          | Sebastião Lopes de Calheiros e Meneses (interino) (1816–1899) | 18 de novembro de 1868 a 9 de dezembro de 1868  |
| Ministro e Secretário de Estado dos Negócios da Fazenda                               |          | Sebastião Lopes de Calheiros e Meneses (interino) (1816–1899) | 17 de dezembro de 1868 a 27 de dezembro de 1868 |
| Ministro e Secretário de Estado dos Negócios da Fazenda                               |          | Conde de Samodães (1828–1918)                                 | 27 de dezembro de 1868 a 2 de agosto de 1869    |
| Ministro e Secretário de Estado dos Negócios da Fazenda                               |          | Augusto Saraiva de Carvalho (1839–1882)                       | 2 de agosto de 1869 a 11 de agosto de 1869      |
| Ministro e Secretário de Estado dos Negócios da Guerra                                |          | Marquês de Sá da Bandeira (1795–1876)                         | 22 de julho de 1868 a 11 de agosto de 1869      |
| Ministro e Secretário de Estado dos Negócios da Marinha e Ultramar                    |          | José Maria Latino Coelho (1825–1891)                          | 22 de julho de 1868 a 11 de agosto de 1869      |
| Ministro e Secretário de Estado dos Negócios Estrangeiros                             |          | Carlos Bento da Silva (interino) (1812–1891)                  | 22 de julho de 1868 a 17 de dezembro de 1868    |
| Ministro e Secretário de Estado dos Negócios Estrangeiros                             |          | Marquês de Sá da Bandeira (interino) (1795–1876)              | 18 de novembro de 1868 a 9 de dezembro de 1868  |
| Ministro e Secretário de Estado dos Negócios Estrangeiros                             |          | Marquês de Sá da Bandeira (interino) (1795–1876)              | 17 de dezembro de 1868 a 11 de agosto de 1869   |
| Ministro e Secretário de Estado dos Negócios das Obras Públicas, Comércio e Indústria |          | Sebastião Lopes de Calheiros e Meneses (1816–1899)            | 22 de julho de 1868 a 11 de agosto de 1869      |